# Stéphane Wagner
Pour les articles homonymes, voir Wagner.
Stéphane Wagner né le 1er août 1979 à Strasbourg, est un joueur français de basket-ball.

## Carrière
- Lingolsheim : 1985-1997
- Évreux : 1998-2001 (Pro A)
- Boulazac Basket Dordogne : 2005-2006 (Pro B)
- Vendée Challans Basket : 2006-2008 (NM 1)